# Раевский сельский округ (Краснодарский край)
Раевский сельский округ — административно-территориальная единица города Новороссийска.
Административный центр — станица Раевская.

## Современный статус
Раевский сельский округ, как сельские округа в целом, в ОКАТО и также Уставе Новороссийска числится в подчинении администрации города Новороссийска. В Росстате учитывается в подчинении Приморского района.
Согласно информации с официального сайта, округ находится в подчинении Новороссийского района города Новороссийска.

## Населённые пункты
Согласно ОКАТО и Уставу:
- станица Раевская,
- хутор Победа.

По официальной информации с сайта города, учитывающей Глебовский сельский округ, в Раевский сельский округ входит только станица Раевская, по другой информации, в округ входит также хутор Убых — официально в подчинении Приморского района (округа). В обоих случаях хутор Победа отнесён к Натухаевскому сельскому округу.